# Immanu El
Immanu El (ibland IMMANU EL eller immanu el) är ett svenskt dream pop / post rock-band från Stockholm, Sverige. Bandet har varit aktiva sedan starten i Jönköping 2004, och har sedan dess släppt fyra album: They'll Come, They Come (2007), Moen (2009), In Passage (2011) och Hibernation (2016).

## Historia
Immanu El bildades år 2004 av då 16-åriga Claes Strängberg, som strax därefter gjordes sällskap av sin tvillingbror Per Strängberg och barndomsvännerna från Habo Emil Karlsson och Michael Persson. År 2005 började de spela in musik i Jönköping där de gick i gymnasiet, och EP:n Killerwhale EP släpptes som bandets officiella demo (CD-R) samma år. Musiken blev uppmärksammad bland annat genom P3 Popstad och Hultsfred Rookiefestival och bandet spelade sina första konserter runtom i Sverige bland annat som förband åt Logh och Loney, Dear.
Bandmedlemmarna tog studenten under sommaren 2006 och påbörjade ett samarbete med skiv- och bokningsbolaget And The Sound Records som då drevs av det Göteborgsbaserade postrock-bandet EF. Bandet flyttade till Göteborg och påbörjade inspelningarna av sitt första fullängdsalbum They'll Come, They Come som slutfördes under våren 2007. Debutalbumet släpptes i augusti 2007 och efterföljdes av bandets första turnéer i Europa under 2008. 
Under 2009 gick Michael ur bandet och vännerna David Lillberg (keyboards) och Jonatan Josefsson (trummor) gick med. Samma år släppte bandet sitt andra album Moen och i oktober 2011 sitt tredje album In Passage. Under sommaren 2012 slutade Emil Karlsson (bas) i bandet och ersattes av Robin Ausberg. Robin lämnade bandet efter ett år och bandet har sedan dess spelat med olika basister, främst Alexander Grönlund. I maj 2013 släpptes debutalbumet They'll Come, They Come i en nyinspelad version genom And The Sound Records och det tyska skivbolaget Kapitän Platte.  
Under perioden 2011 till 2013 genomfördes över 300 konserter i 30 länder (Europa, Asien och Nordamerika). Immanu El har bland annat gjort framträdanden för SXSW (Austin), CMJ Music Marathon (New York), Filter Magazine's Culture Collide Festival (Los Angeles), Strawberry Festival (Beijing, Shanghai), Reeperbahn Festival (Hamburg), Immergut Festival (Berlin) och Orange Blossom Special Festival (Beverungen). Efter denna intensiva turneperiod gick bandet "in i en dvala" innan man 2016 genomförde en crowdfunding-kampanj för att finansiera sitt fjärde album Hibernation. Projektet finansierades i juni 2016 och bandet skrev under sommaren skivkontrakt med tyska Glitterhouse Records. Under sommaren spelade Immanu El som förband åt amerikanska Explosions in the Sky under deras europaturné, i Hamburg och Berlin. Hösten 2016 hade tre av fyra bandmedlemmar flyttat till Stockholm och förlagt större delen av verksamheten där. I september och oktober samma år släpptes singlarna Voices och Omega som följdes upp av albumet i november. Bandet genomförde turnéer i Europa och Asien under 2017.
I januari 2018 meddelade bandet via sociala medier att de påbörjat inspelningen av sitt femte studioalbum i sin studio på Kungsholmen i Stockholm. I mars 2019 annonserade Immanu El att en ny singel "Vesper" släpps den 10 april och att albumet Structures släpps senare under året.

## Medlemmar
- Claes Strängberg - Sång, gitarr
- Per Strängberg - Gitarr
- David Lillberg - Keyboards, piano
- Jonatan Josefsson - Trummor

## Diskografi
- They'll Come, They Come (2007) (inspelad och utgiven på nytt 2013)
- Moen (2009)
- In Passage (2011)
- Hibernation (2016)
- Structures (2019)